# Synagogue de Cordoue
La synagogue de Cordoue est une synagogue médiévale située dans le centre historique de Cordoue, dans la région d'Andalousie, en Espagne. C'est un petit bâtiment de style mudéjar construit au XIVe siècle. Elle est connue pour être l'une des trois seules synagogues espagnoles conservées datant d'avant l'expulsion des juifs en 1492, avec celles de Tolède (la synagogue El Tránsito et la synagogue Santa María La Blanca). Comme l'ensemble du centre historique de Cordoue, la synagogue a été inscrite au Patrimoine mondial de l'humanité par l'UNESCO en 1994.

## Histoire

### Synagogue sépharade
La synagogue de Cordoue a été construite au début du XIVe siècle. L'inscription inaugurale, conservée à l'intérieur du bâtiment, indique qu'il a été construit en 1315 (5075 du calendrier hébraïque) par le maître d'œuvre Isaq Moheb.

### Après l'expulsion des Juifs d'Espagne
Par le décret de l'Alhambra, le 31 mars 1492 les rois catholiques signent le bannissement de la communauté juive de ses royaumes, présente depuis l'Empire Romain. L'expulsion des Juifs d'Espagne (en hébreu : גירוש ספרד gueroush Sefarad) entraîne la transformation de la synagogue de Cordoue en l'hôpital de Santa Quiteria (Quitterie, martyre wisigothe) pour hydrophobes, c'est-à-dire atteint du virus de la rage.
Plus tard, en 1588 elle est utilisée en Ermitage de  San Crispín et San Crispiniano (Crépin et Crépinien), patrons de la corporation des cordonniers.
Au XIXe siècle elle est transformée en école publique.
Lors d'une restauration de l'édifice en 1884 Rafael Romero Barros, conservateur du Musée archéologique de Cordoue, y découvre les restes d'une inscription en hébreu. L'année suivante, le monument est classé au Patrimoine culturel. L'architecte Féliz Hernandez dirige la phase de restauration en 1928, reprise en 1977. L'édifice est ouvert à la visite après la transition démocratique, à partir de 1985. Cette année qui coïncide avec les célébrations des 850 ans de la naissance du philosophe, théologien talmudiste et médecin Moïse Maïmonide.

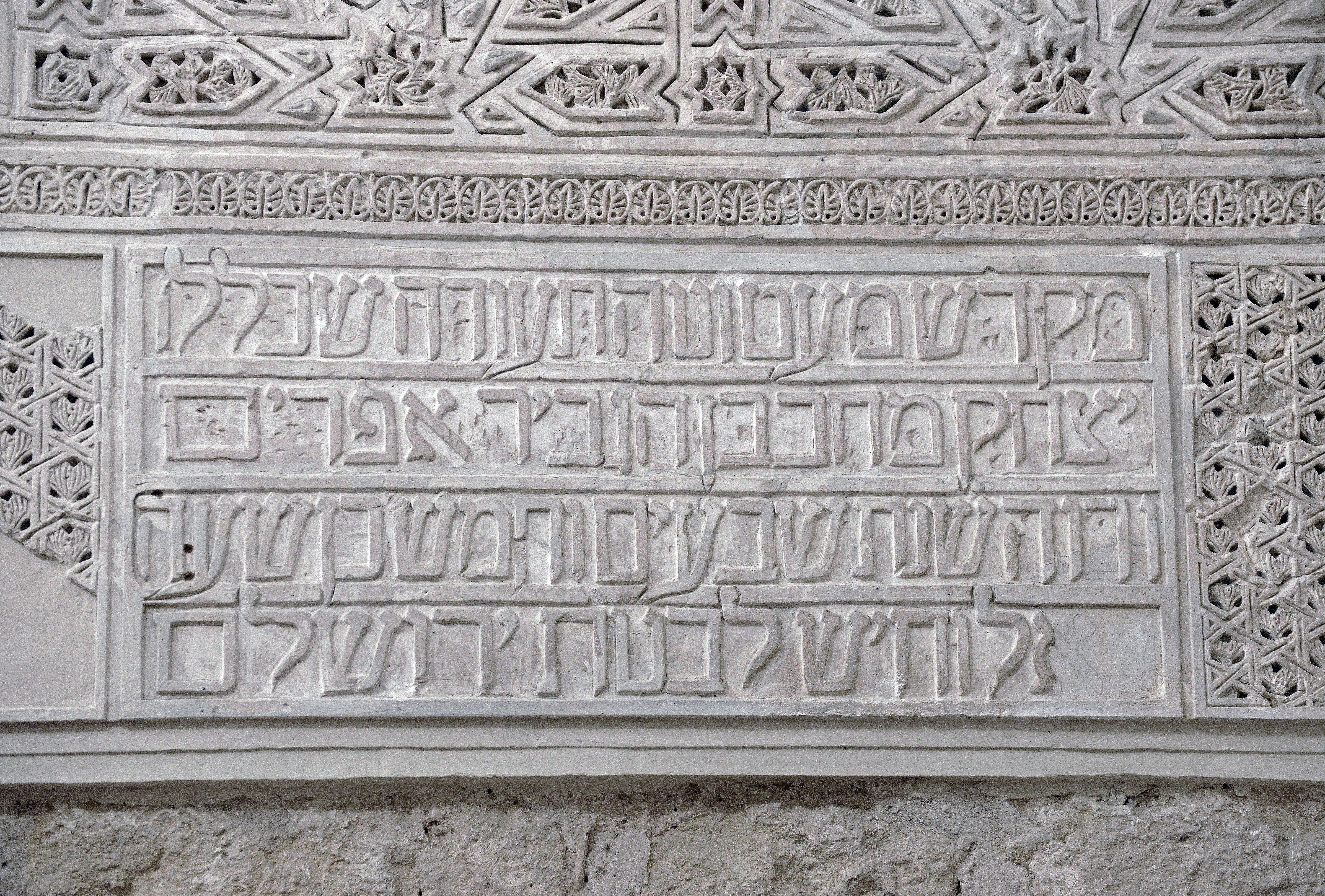
Traduction : Cette réduction du Temple a été inaugurée par Yitzak Mahab, fils du grand Ephraim Wadowa, en l'année 75 [5075 du calendrier hébreu, 1315 de notre ère]. Ô Dieu, de même empresse-toi de rebâtir Jérusalem !

## Description

### Architecture

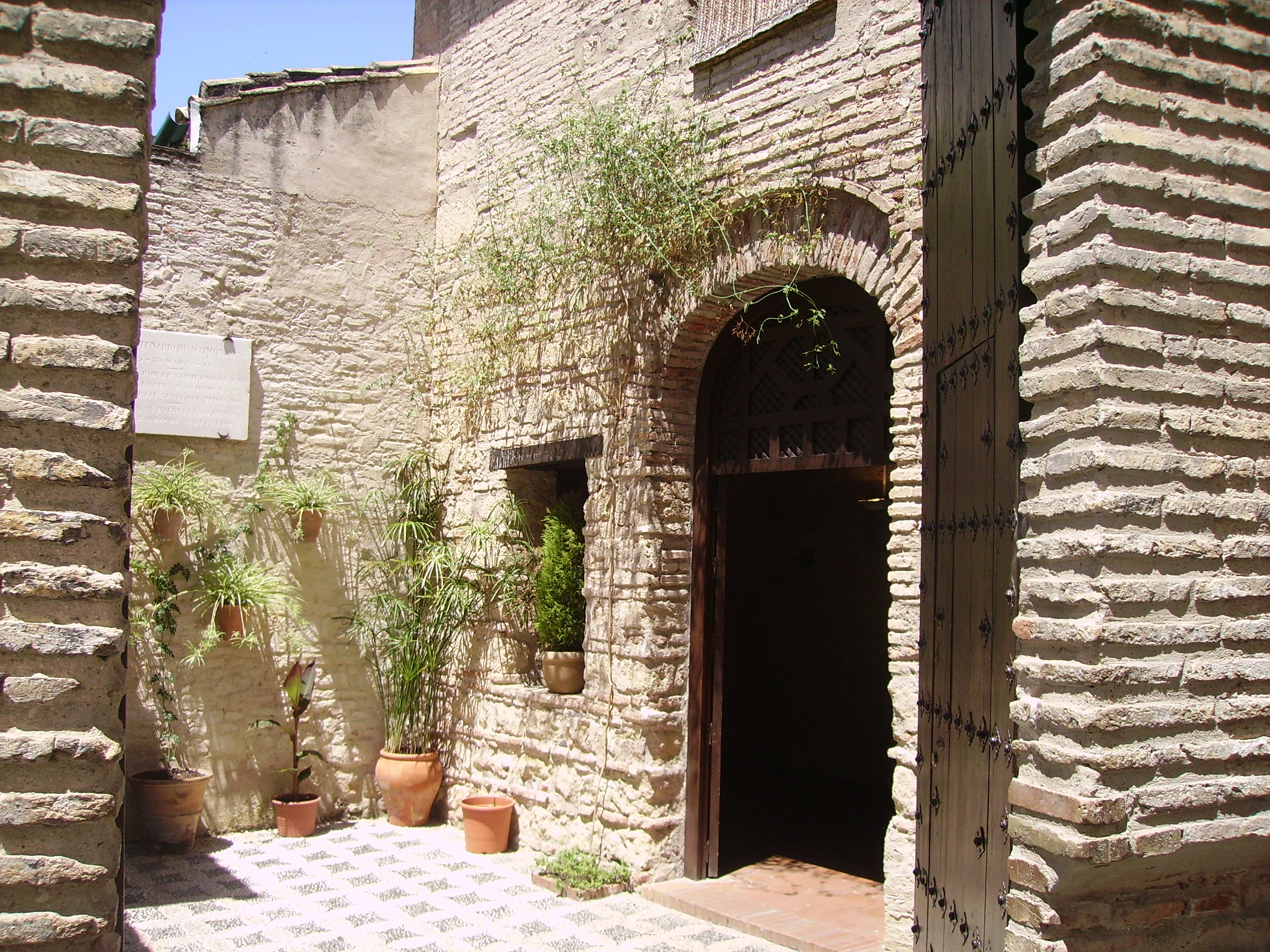
Entrée du patio de la synagogue

La synagogue de Cordoue est un bâtiment de style mudéjar. L'entrée donne sur un patio, duquel on accède à un vestibule suivi de la salle de prière proprement dite. Elle forme un cube presque parfait, de 6,95 sur 6,37 mètres de surface et de plus de 6 de hauteur. La partie supérieure des murs arbore des décorations en stuc montrant des motifs géométriques entourant des inscriptions en hébreu. Le mur oriental contient l'arche sainte (Hekhal), contenant les rouleaux de la Torah. Un escalier qui conduit à la galerie de trois balcons, qui était réservé aux femmes, selon la structure habituelle des synagogues de l'époque.
Sur le mur opposé, dans une niche à l'arche polylobée et en ogive, se trouvait le retable de sainte Quitterie.

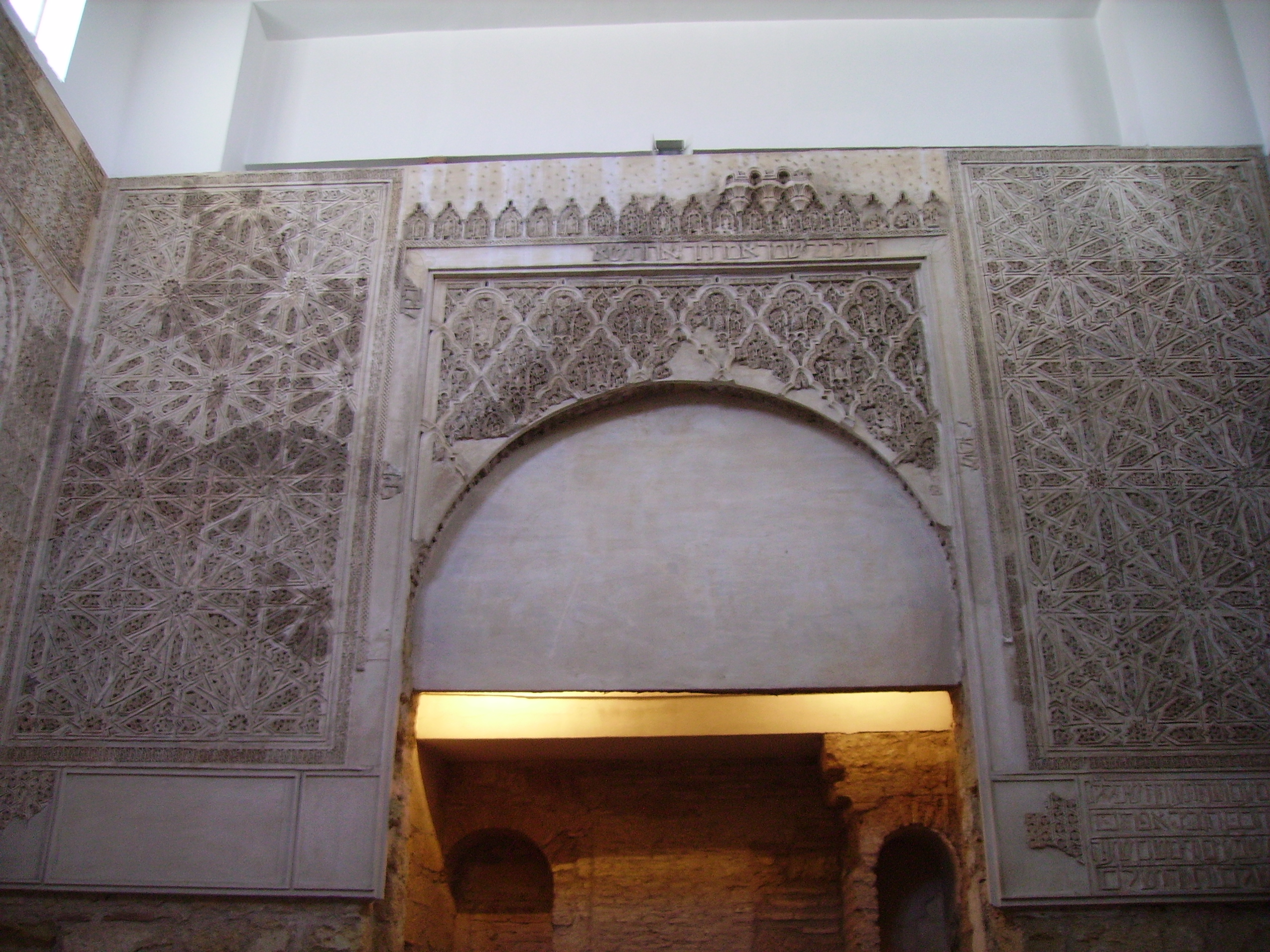
Mur est.
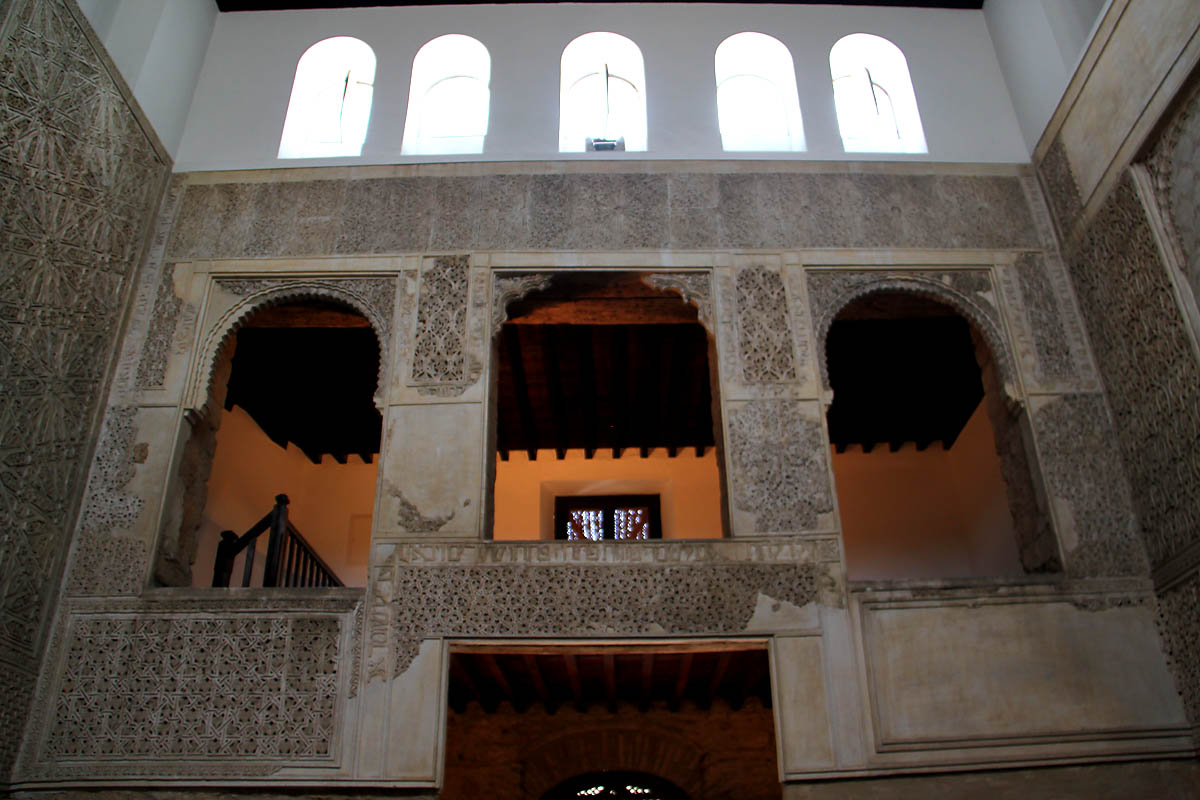
Mur sud.
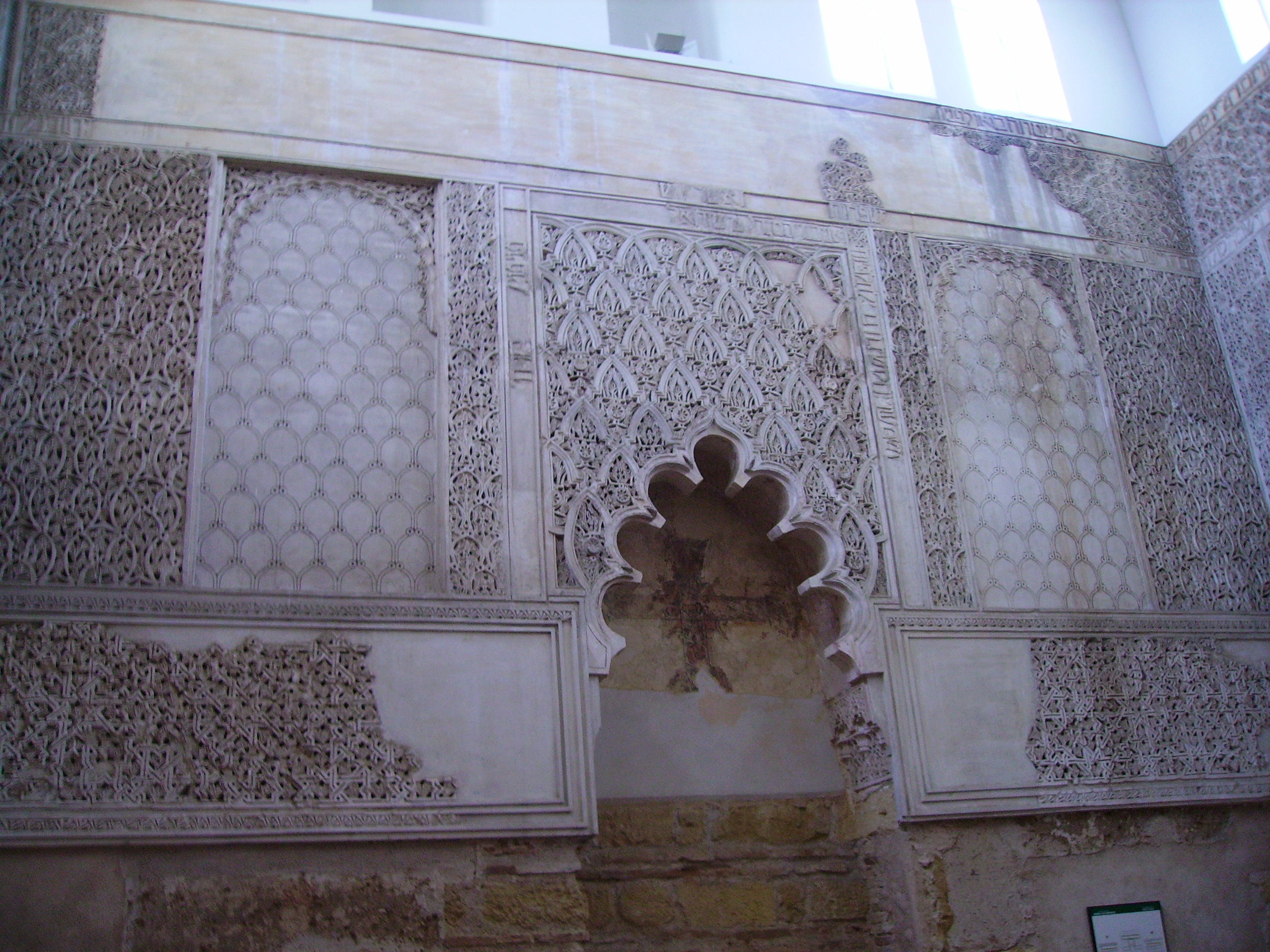
Mur ouest.
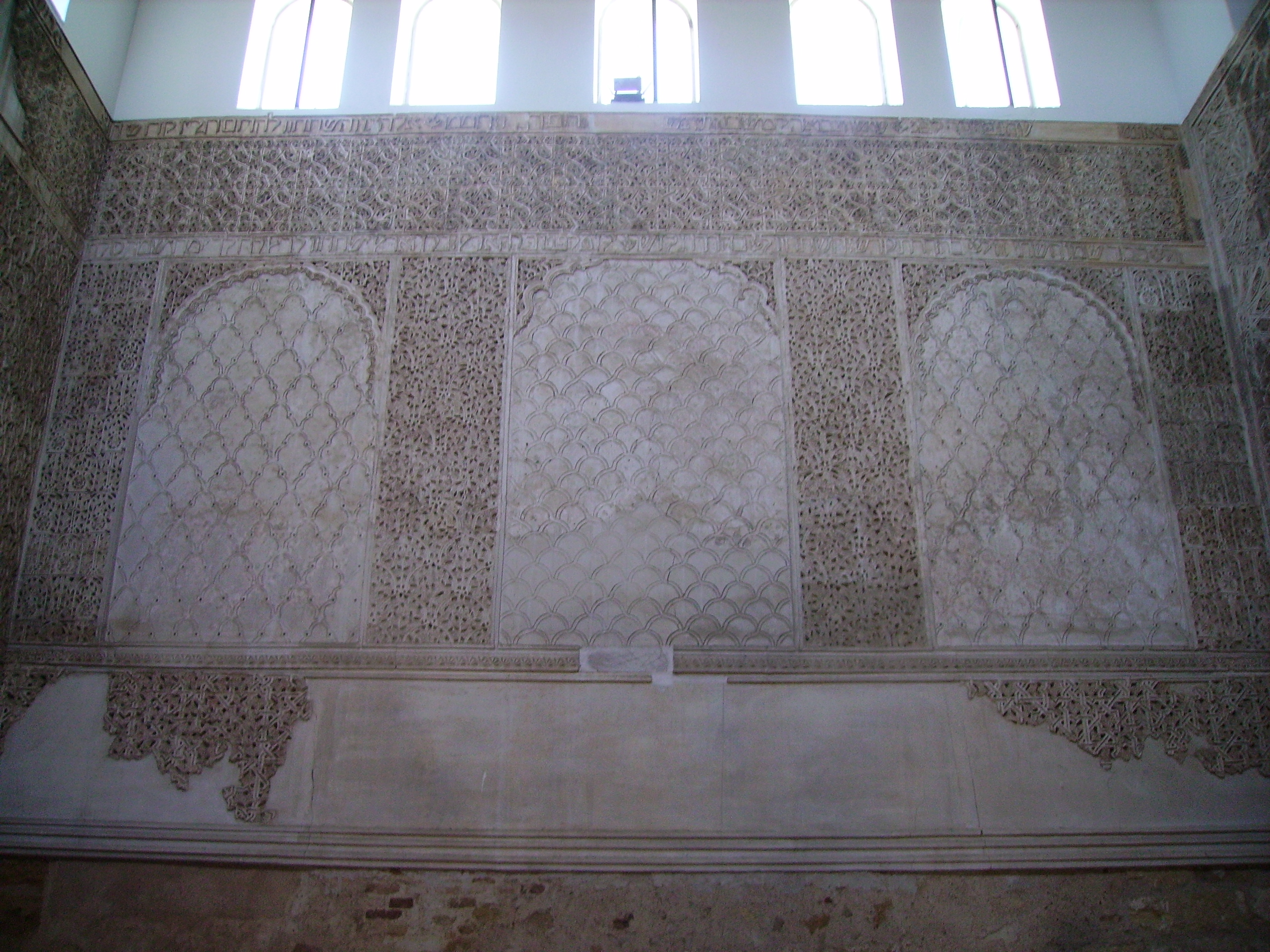
Mur nord.

### Inscriptions
Les restes écrits sont peu nombreux. Sur le mur sud se déchiffrent quelques versets du livre des Proverbes, et du psaume 122 sur le haut des portes. Quelques bribes illisibles sur les murs orientaux et occidentaux. En revanche le verset 4 du Cantique des Cantiques est complet sur le mur nord.
En gras les fragments conservés. Traduction de la bible Segond.
```
Ton cou est comme la tour de David. 
יהוה
...
                    
fragment du Cantique des Cantiques, IV, 4,
 
mur occidental
```

```
Venez
, proster
nons-nous
 et humilions-nous,

fléchissons le genou devant l’Éternel, notre créateur !

Allons à sa demeure,

pros
ternons-nous devant 
son marchepied !...

Exaltez l’Éternel, notre Dieu,

et prosternez-vous devant son marchepied !

Il est saint !

                     
Psaume 95, 6
 ; 
Psaume 132, 7
 ;
Psaume 99, 5
. Ligne supérieure du mur nord, de droite à gauche.
```

```
Servez l’
Éternel, avec joie,

venez
 avec allégresse 
en sa présence !

Toutes les nations 
que tu as faites
 viendront
se prosterner devant ta face, Seigneur,
et rendre gloire à ton nom.

Venez, chantons avec allégresse à l’Éternel !
Poussons des cris de joie vers le rocher de notre sal
ut.

                         
Psaume 100, 2
 
; 
Psaume 86, 9
 ; 
Psaume 95, 1
.  Ligne supérieure du mur occidental et sud, de droite à gauche.
```

```
Rend
ez à l’Éternel gloire pour son nom !

Prosternez-vous devant l’Éternel avec des ornements sacrés !

Trem
blez devant lui, vous tous, habitants de la terre !

Toute la terre se prosterne devant toi et chante en ton honneur ;

elle chante ton nom. :
Pause

                          
Psaume 29, 2
 ; 
Psaume 96 , 9
 ; Psaume 66, 4. Ligne inférieure du mur nord
```

```
Toutes les extrémités de la terre 
penseront à l’Éternel et se tourneront vers lui
 ;
toutes les 
familles
 des nations se prosterneront devant ta face.
                           
Psaume 22, 28
. Ligne inférieur du mur occidental, de droite à gauche.
```

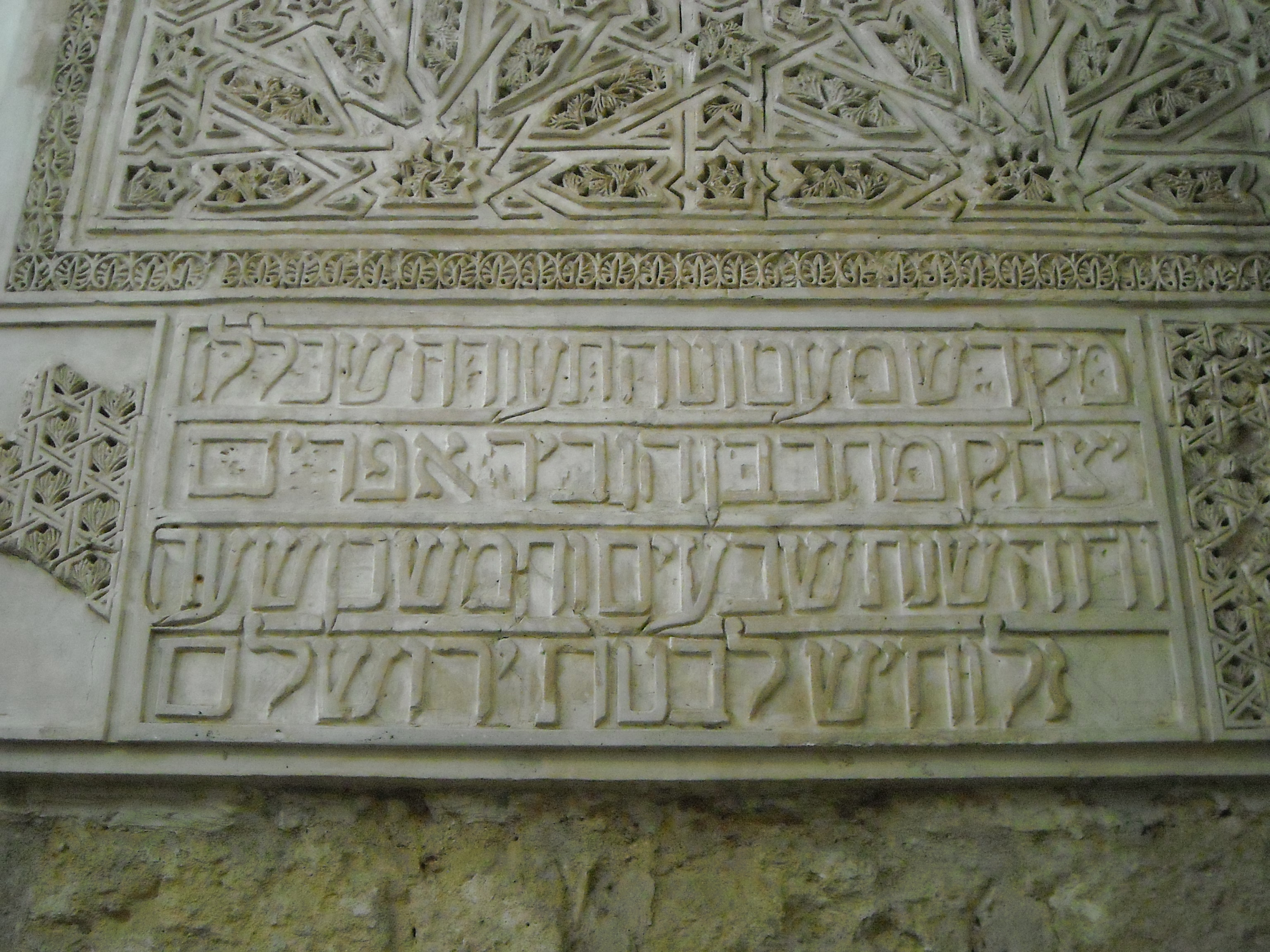
Fragment de psaume en hébreu.
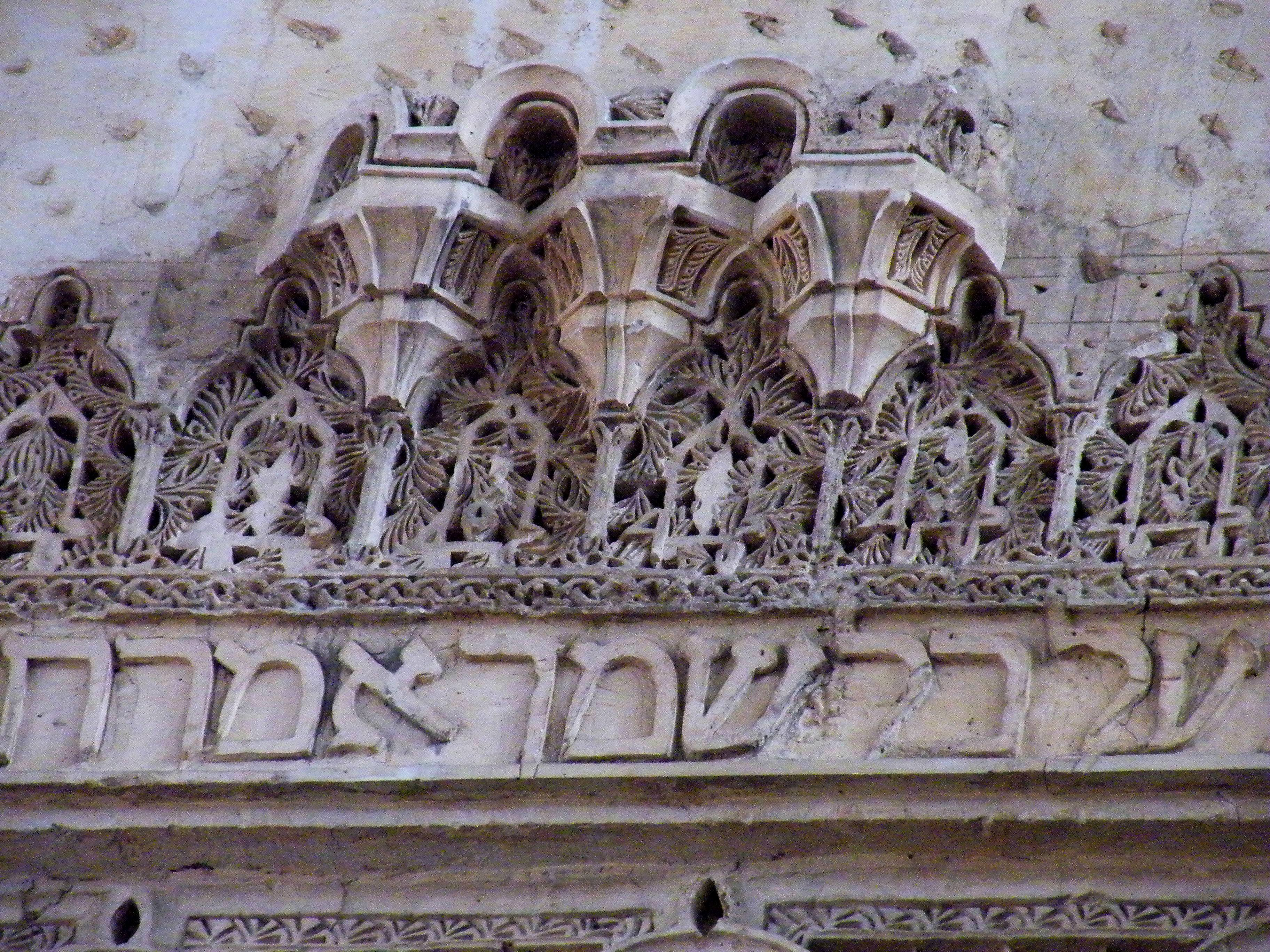
Inscriptions sur le mur oriental.